# Ponts (Manche)
Ponts és un municipi francès situat al departament de la Manche i a la regió de Normandia. L'any 2007 tenia 545 habitants.

## Demografia

### Població
El 2007 la població de fet de Ponts era de 545 persones. Hi havia 222 famílies de les quals 52 eren unipersonals (24 homes vivint sols i 28 dones vivint soles), 81 parelles sense fills, 77 parelles amb fills i 12 famílies monoparentals amb fills.
La població ha evolucionat segons el següent gràfic:
Habitants censats

### Habitatges
El 2007 hi havia 237 habitatges, 222 eren l'habitatge principal de la família, 6 eren segones residències i 8 estaven desocupats. 227 eren cases i 6 eren apartaments. Dels 222 habitatges principals, 152 estaven ocupats pels seus propietaris, 66 estaven llogats i ocupats pels llogaters i 4 estaven cedits a títol gratuït; 1 tenia una cambra, 10 en tenien dues, 31 en tenien tres, 65 en tenien quatre i 115 en tenien cinc o més. 195 habitatges disposaven pel capbaix d'una plaça de pàrquing. A 105 habitatges hi havia un automòbil i a 105 n'hi havia dos o més.

### Piràmide de població
La piràmide de població per edats i sexe el 2009 era:
| Homes | Edats   | Dones |
| ----- | ------- | ----- |
| 0     | 95 o +  | 4     |
| 0     | 90 a 94 | 4     |
| 4     | 85 a 89 | 0     |
| 4     | 80 a 84 | 4     |
| 4     | 75 a 79 | 12    |
| 4     | 70 a 74 | 8     |
| 20    | 65 a 69 | 4     |
| 12    | 60 a 64 | 20    |
| 20    | 55 a 59 | 20    |
| 4     | 50 a 54 | 20    |
| 28    | 45 a 49 | 32    |
| 20    | 40 a 44 | 24    |
| 12    | 35 a 39 | 12    |
| 8     | 30 a 34 | 8     |
| 8     | 25 a 29 | 8     |
| 20    | 20 a 24 | 4     |
| 24    | 15 a 19 | 20    |
| 12    | 10 a 14 | 8     |
| 0     | 5 a 9   | 8     |
| 8     | 0 a 4   | 8     |

## Economia
El 2007 la població en edat de treballar era de 342 persones, 266 eren actives i 76 eren inactives. De les 266 persones actives 252 estaven ocupades (136 homes i 116 dones) i 14 estaven aturades (6 homes i 8 dones). De les 76 persones inactives 27 estaven jubilades, 26 estaven estudiant i 23 estaven classificades com a «altres inactius».

### Ingressos
El 2009 a Ponts hi havia 220 unitats fiscals que integraven 543 persones, la mediana anual d'ingressos fiscals per persona era de 15.475 €.

### Activitats econòmiques
Dels 36 establiments que hi havia el 2007, 1 era d'una empresa alimentària, 1 d'una empresa de fabricació d'elements pel transport, 4 d'empreses de fabricació d'altres productes industrials, 10 d'empreses de construcció, 12 d'empreses de comerç i reparació d'automòbils, 1 d'una empresa d'hostatgeria i restauració, 2 d'empreses immobiliàries, 3 d'empreses de serveis i 2 d'empreses classificades com a «altres activitats de serveis».
Dels 12 establiments de servei als particulars que hi havia el 2009, 2 eren tallers de reparació d'automòbils i de material agrícola, 1 taller d'inspecció tècnica de vehicles, 1 paleta, 3 guixaires pintors, 2 fusteries, 2 lampisteries i 1 electricista.
Dels 4 establiments comercials que hi havia el 2009, 1 era un hipermercat, 1 una fleca, 1 una llibreria i 1 una botiga d'equipament de la llar.
L'any 2000 a Ponts hi havia 39 explotacions agrícoles que ocupaven un total de 516 hectàrees.

## Poblacions més properes
El següent diagrama mostra les poblacions més properes.